# Marsdenia stenantha
Marsdenia stenantha är en oleanderväxtart som beskrevs av Handel-mazzetti. Marsdenia stenantha ingår i släktet Marsdenia och familjen oleanderväxter. Inga underarter finns listade i Catalogue of Life.